# Väglagen
I den svenska Väglagen (1971:948) finns bestämmelser som reglerar allmänna vägars byggande, vägrätt, drift, säkerhet, förvaltning och indragning med mera.

## Historik
År 1944 fick Vägverket ansvar för underhåll av landsvägarna. Tidigare reglerades väghållningen i de gamla landskapslagarna och vägarna sköttes av bönder. Skötte sig inte bönderna bötfälldes de vid häradstinget för försummat väg- eller brounderhåll. Där beslutades också var och när nya vägar eller broar skulle byggas. Vägverket avvecklades den 31 mars 2010 och väghållningsuppgiften övertogs den 1 april av den nya myndigheten Trafikverket.
Väglagen instiftades år 1971, utifrån förarbete i proposition 1971:123, TU 24, rskr 316. Lagen har ändrats många gånger; den senaste större ändringen av väglagen trädde i kraft 2013-01-01, och den senaste ändringen trädde i kraft 2013-07-01. Den avsåg en mindre justering avseende en felaktig hänvisning. 
Väglagen förvaltas av Näringsdepartementet.

## Staten och kommuner är väghållare för allmänna vägar
Vanligen är det svenska staten, genom Trafikverket, som är väghållare för allmän väg, men det förekommer även att kommuner är väghållare. Drygt 200 av landets 290 kommuner är väghållare. Det innebär att kommunen är väghållare för de allmänna vägar som ligger inom det kommunala väghållningsområdet. Övergripande vägar (oftast med nummer 1-499) brukar dock staten behålla väghållarskapet för, även inom det kommunala väghållningsområdet. 

## Byggande av allmän väg
Vid byggande av allmän väg behöver en vägplan upprättas. I vägplanen framgår hur vägen ska utformas, vilka skyddsåtgärder och försiktighetsmått som ska vidtas, och vilken mark som behöver tas i anspråk för vägprojektet. Väglagen är den enda lag som inte kräver ett särskilt markåtkomstförfarande efter att vägplanen antagits. Mark för vägprojekt upplåts med vägrätt. Vägrätten innebär att väghållaren övertar fastighetsägarens rätt att bestämma över marken på obestämd tid. Ett undantag är då en allmän väg byggs inom område för detaljplan där kommunen är huvudman för allmänna platser. I sådana fall ska kommunen tillhandahålla den mark som behövs för vägen, och ingen vägrätt uppkommer. 

## Drift av väg - Hur dåligt skick får en allmän väg ha idag?
Väglagens §26 säger att "Väg ska hållas i ett för samfärdseln tillfredsställande skick genom underhåll, reparation och andra åtgärder." Vad som är tillfredsställande skick är inte närmare definierat i lagtexten.
I samband med ny- eller ombyggnation av väganläggningar är även Arbetsmiljölagens 3 kap 6 § tillämpbar, avseende yrkesmässigt bruk: "Den som låter utföra ett byggnads- eller anläggningsarbete ska under varje skede av planeringen och projekteringen se till att arbetsmiljösynpunkter beaktas när det gäller såväl byggskedet som det framtida brukandet". Ett exempel är körning av buss i tidtabellstyrd linjetrafik över fartdämpande vägbulor. Det är alltså inte tillåtet att bygga gupp som ger alltför kraftig stötformig helkroppsvibration.